# Nissan Skyline

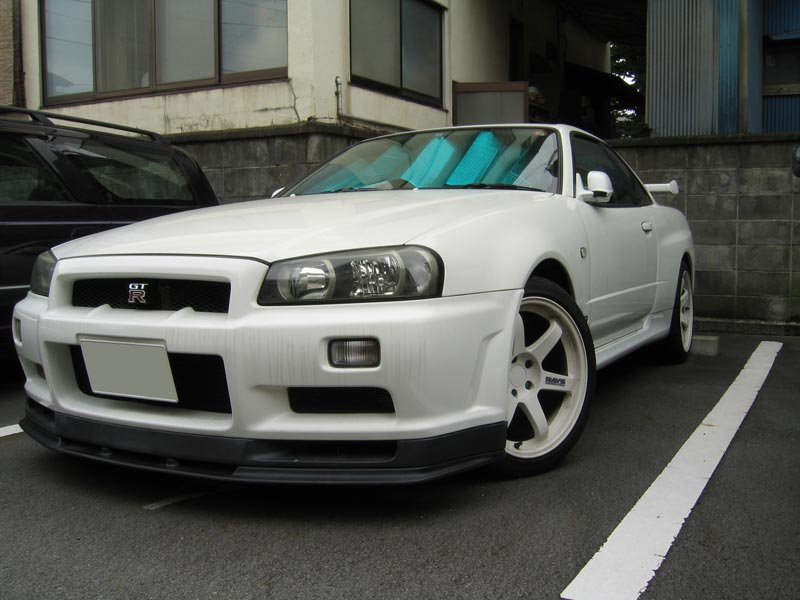
Nissan Skyline R34 GT-R V-spec

De Nissan Skyline is een automodel van het Japanse merk Nissan.
Er zijn veel varianten van de Nissan Skyline uitgebracht, waaronder het vlaggenschip GT-R dat in de jaren 60 werd geïntroduceerd. Deze versie was voor zijn tijd geavanceerd te noemen. Het eerste Skylinemodel is de CCR21 GT-2000. De laatste fabrieks Skyline (1999) was de GT-R BNR34 V-Spec II. De Skyline modellen werden destijds alleen in Japan, Engeland, en Australië verkocht. Een van de grootste nadelen die genoemd zijn, is dat hij enkel als rechts gestuurde versies leverbaar is. Dit vanwege zijn aparte motorconstructie en ATTESA E-TS PRO aandrijvingssysteem.

## Records
In 2005 waren alle 4WD-wereldrecords in alle 4WD-categorieën bezet door de Skylines. Onder andere bijvoorbeeld het 4WD-wereldrecord van 387 km/h en dragacceleratie van 0 naar 300 km/h in 7,5 seconden, met als laatste de Heat Treatments Drag Skyline GT-R. Deze Skyline door Reece McGregor uit Nieuw-Zeeland op kwart mijl met vanaf stilstand naar 311 kilometer per uur gereden in 7,412 seconden.
De records daarvan worden geleverd door RB26DETT ("The engine of the year 1995, 1996, 1997"), die van origine voor de rally/racerij ontwikkeld was. Dat blijkt ook uit het feit dat de Skylines 50 keer achter elkaar de JGTC-kampioenschappen domineerden (1ste, 2de, 3de plaatsen in laatste 12 seizoenen). De JGTC gelden in Japan als de belangrijkste racetoernooi. In 1989 debuteerde de GT-R in de Japan Touring Car Groep A en was reeds tijdens het eerste seizoen onverslaanbaar. Gedurende vier jaar won de Skyline het kampioenschap, met 29 zeges uit 29 races. In 1991 deed de R32 GT-R voor het eerst mee aan de 24-uursrace op de Nürburgring in de Groep N klasse, en ging meteen met de zege aan de haal. In hetzelfde jaar werd ook onverwijld de 24-uursrace op het Spa-Francorchamps circuit voor Groep A en N1 gewonnen. Daarna namen ze niet meer deel aan de races, onder meer omdat Nissan besloot te stoppen met de fabrieksproductie van Skylines. Het merk wilde zich richten op 'de gewone burger' en niet veel later werd Nissan overgenomen door de Renault Groep.

## Uitvoeringen
Wegens de wetgeving van de Japanse regering werd dit motorblok vanaf de GT R31 S-series gelimiteerd naar 278 pk standaard aan het vliegwiel. Hierbij werden de huidige Skylines relatief makkelijk stock op te voeren. Ook het onderstel en de aandrijving waren toentertijd opmerkelijk, daar deze auto onder andere beschikt over vierwielbesturing (S-HICAS) en computergestuurde aandrijvingsverdeling (de door Nismo vervaardigde ATTESA-ETS Pro), deels afhankelijk van omstandigheden. Hiermee was het niet alleen mogelijk om enkel voor/achterzijde onafhankelijk te bepalen. Sterker: het werd per wiel geregeld, wat vooral het bochtengedrag en grip ten goede komt. Vrijwel alle Skylines worden met zescilindermotoren in een lijn afgeleverd, met de GT-R als topmodel. Over dat laatste schreef het Amerikaanse automagazine “Road & Track”: The best straight-six sportcar to ever come from the land of the rising sun. Na een rit in 1000 pk sterke JUN R33 belabelde Jeremy Clarkson het als 'de auto met het beste weggedrag'.
De lijst van BNR34-modellen in chronologische vorm (fabrieksaf geleverd), m.b.t. onderstel, besturing en diens aandrijving;
- GT-R
- GT-R S-spec
- GT-R V-Spec
- GT-R V-Spec II
- GT-R V-Spec N1
- GT-R M-spec
- GT-R V-Spec II Nür
- GT-R M-Spec Nür
- GT-R R-tune (vervaardigd door Nismo)
- GT-R Z-tune (vervaardigd door Nismo)

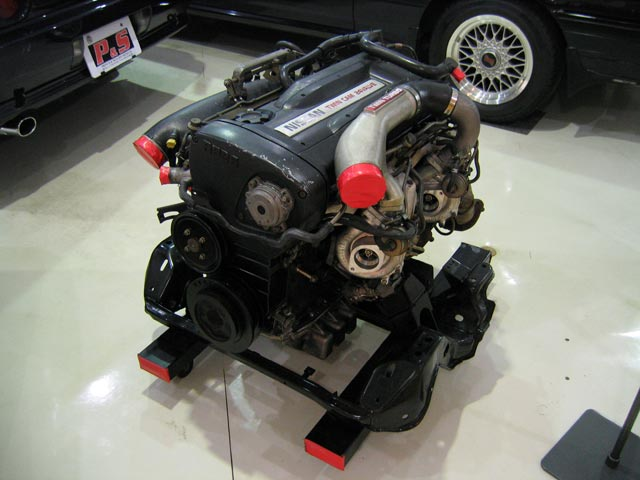
De RB26DETT van de R32 en R33 GT-R's-series. De RB26DETT uit een R34 heeft een rood kleppendeksel.

De BNR-34 GT-R Nismo Z-tune werd niet af fabriek geleverd. Nismo heeft als afscheidsmodel voor de Skyline GT-R een serie van 20 Z-Tunes gebouwd, ze namen eerst 20 gebruikte Skyline R34 GT-R's, elk met minder dan 29 000 kilometer op de teller. Die hebben een opgeboord RB26DETT blok met 2,8 L cilinderinhoud, grotere IHI turbo's en interne aanpassingen waardoor de motor tot 8000 toeren kan draaien. De eerste Z-Tune R34 werd gebouwd in 2003. Alhoewel Nismo er 20 wilde bouwen, zijn er echter maar 19 (inclusief 2 prototypes) gemaakt. De Z-Tune R34 is vaak beschouwd als de duurste weglegale Skyline ooit. (prijzen voor sommige waren meer dan 180 000 Amerikaanse dollar)
Toelichting van de afkortingen in RB26DETT:
- RB: Motorserie (in tegenstelling tot wat veel mensen denken staat dit niet voor 'Race breed/racebred')
- 26: Displacement, afgeleid van de cilinderinhoud (2568 cc)
- D: Double Overhead Camshaft. (ook wel DOHC genoemd.)
- E: Elektronische multiport brandstofinjectie
- TT: Twin Turbo, in dit geval Garrett GT28RS turboladers met keramische turbines.

Huidige modellen Europa:
370Z ·
Ariya ·
Cabstar ·
Cube ·
GT-R ·
Interstar ·
Juke ·
Leaf ·
Micra ·
Murano ·
Navara ·
Note ·
NV200 ·
NV300 ·
NV400 ·
Pathfinder ·
Primastar ·
Qashqai ·
Townstar ·
X-Trail

Huidige modellen internationaal:
Altima ·
Armada ·
Bluebird ·
Caravan ·
Elgrand ·
Fuga ·
Maxima ·
NV ·
Patrol ·
Rogue ·
Sentra ·
Serena ·
Skyline ·
Skyline ·
Skyline Crossover ·
Sunny ·
Teana ·
Tiida ·
Titan ·
Xterra

Concepten:
Forum ·
Jikoo ·
Pivo ·
Urge

Uit productie:
100NX ·
200SX ·
300ZX ·
350Z ·
Almera ·
Almera Tino ·
Bluebird ·
Cedric ·
Cherry ·
Cima ·
Gloria ·
Kubistar ·
Laurel ·
Pixo ·
Prairie ·
Primera ·
Pulsar ·
Silvia ·
Stanza ·
Terrano ·
Vanette